# Wapen van Brugge

Wapen van Brugge

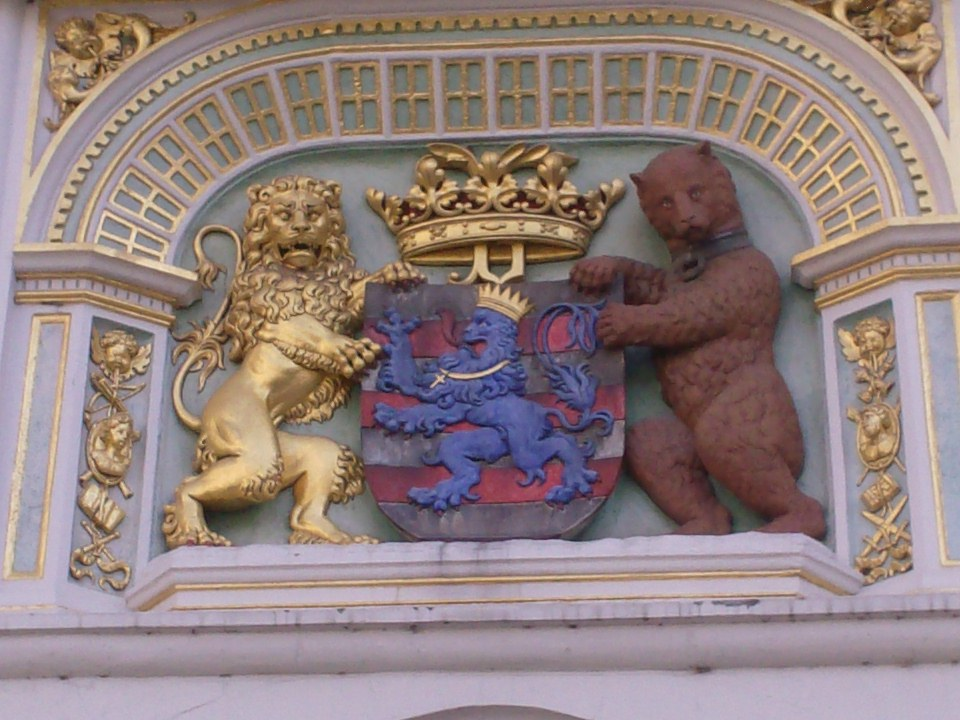
Het wapen van Brugge op de oude Civiele Griffie op de Burg

Het wapen van Brugge bestaat reeds meer dan 700 jaar en heeft in de loop der tijd ook verschillende veranderingen ondergaan.
Op het wapen staat een azuurkleurige leeuw op acht dwarse balken van zilver en keel. De leeuw is getongd en genageld van keel en heeft een kroon en een halsband, met daaraan een kruisje, van goud. De kleuren zijn gekend sinds de 14de eeuw.
De leeuw is hoogstwaarschijnlijk ontleend aan de leeuw van de graven van Vlaanderen, maar heeft een andere kleur (blauw in plaats van zwart).
Op het oudste bekende zegel van Brugge, daterend van 1199, zijn een vesting en enkele fleur-de-lys afgebeeld. Het tweede zegel toont een vergelijkbare samenstelling. Het stadswapen verscheen pas op het derde zegel, daterend uit het eind van de 13e eeuw. Op het zegel zijn nog steeds een vesting of stadspoort afgebeeld, maar onderaan het zegel staat een klein schild met balken en een leeuw. In het zegel van 1289 werd het aantal balken vermeerderd van zes naar acht. De betekenis van de balken is echter niet gekend.
Het wapen werd voor de eerste maal officieel goedgekeurd in 1304 door Gwijde van Dampierre de graaf van Vlaanderen.
Boven het wapenschild staat een gotische letter b in een kroon. Dit logo werd voor het eerst door de stad gebruikt in de 14de eeuw en werd later boven het wapenschild geplaatst.
De rechter schildhouder (voor de kijker links), een leeuw met rode tong en klauwen, is ontleend aan Vlaanderen, de linker (voor de kijker rechts), een beer met zilveren band rond de nek, aan de Brugse beer, volgens de legende de oudste bewoner van Brugge. De beer was een erg geliefd symbool, maar maakte tot de 16e eeuw geen deel uit van het wapen.
In de 17de eeuw werd onderaan een blauw lint met het motto S.P.Q.B., of Senatus PopulusQue Brugensis toegevoegd. Deze emblematische zinsnede was ontleend aan die van het klassieke Rome en verwees naar het bestuur van de Romeinse republiek. Letterlijk vertaald was dit: "De senaat en het volk van Brugge", waarbij "de senaat", een instelling uit het klassieke Rome, in de 17de-eeuwse context moet gelezen worden als "de schepenen" of "het schepencollege" (Joos de Damhouder vertaalt in De Magnificentia, een Latijnse beschrijving van het Brugse stadsbestuur uit 1564, "schepenen" als "senatores") van Brugge. "Het volk" werd in dit schepencollege vertegenwoordigd door de raden of raadsleden en de burgemeester van de gemeente (of van den courpse, in de betekenis van: "van het hele lichaam van de stad") en in de algemene vergadering of brede raad ook door de hoofdmannen van de zestendelen (namens de poorters) en de ambachtsdekens (namens de ambachtslieden). 
Dit wapen werd officieel goedgekeurd op 20 oktober 1819. Het exacte huidige wapen werd goedgekeurd op 1 juli 1986.